# Ophthalmopsylla kasakiensis
Ophthalmopsylla kasakiensis är en loppart som beskrevs av Ioff 1929. Ophthalmopsylla kasakiensis ingår i släktet Ophthalmopsylla och familjen smågnagarloppor. Inga underarter finns listade i Catalogue of Life.